# David L. Wells
David L. Wells (Grand Rapids (Michigan), 1952) is een Amerikaans componist, dirigent en trombonist.

## Biografie
David L. Wells studeerde aan de Western Michigan University in Kalamazoo, waar hij in 1974 zijn Bachelor of Music Education behaalde. Zijn Master in the Art of Teaching behaalde hij in 1987 aan het Calvin College in Grand Rapids, Michigan. Sinds 1974 is hij directeur van het harmonieorkesten van de Northview Public Schools. Eveneens is hij dirigent van het Stedelijk harmonieorkest van Northview en bandleader van de River Rogues Jazz Band. 
Verder is hij bezig als trombone solist en jazz-trombonist in de regio. 
Als componist kreeg hij opdrachten van onder andere de Grand Rapids Symphonic Band, de West Michigan Flute Association van kerken en van scholen. Hij schrijft vooral voor harmonieorkest. 

## Composities

### Werken voor harmonieorkest
- 2000 Grand and Rapid
- 2002 Central Woodlands
- 2004 Valleywood Overture

### Kamermuziek
- 2004 Sonata, voor trombone en piano